# Pcela, Iambol
Pcela (în bulgară Пчела) este un sat în comuna Elhovo, regiunea Iambol,  Bulgaria. 

## Demografie
Componența etnică a satului Pcela
     Turci (2,9%)
     Bulgari (66,89%)
     Romi (5,81%)
     Nicio identificare (24,38%)
La recensământul din 2011, populația satului Pcela era de 447 locuitori. Din punct de vedere etnic, majoritatea locuitorilor (66,89%) erau bulgari, existând și minorități de romi (5,81%) și turci (2,9%). Pentru 24,38% din locuitori nu este cunoscută apartenența etnică.